# Johann Tobias Sonntag

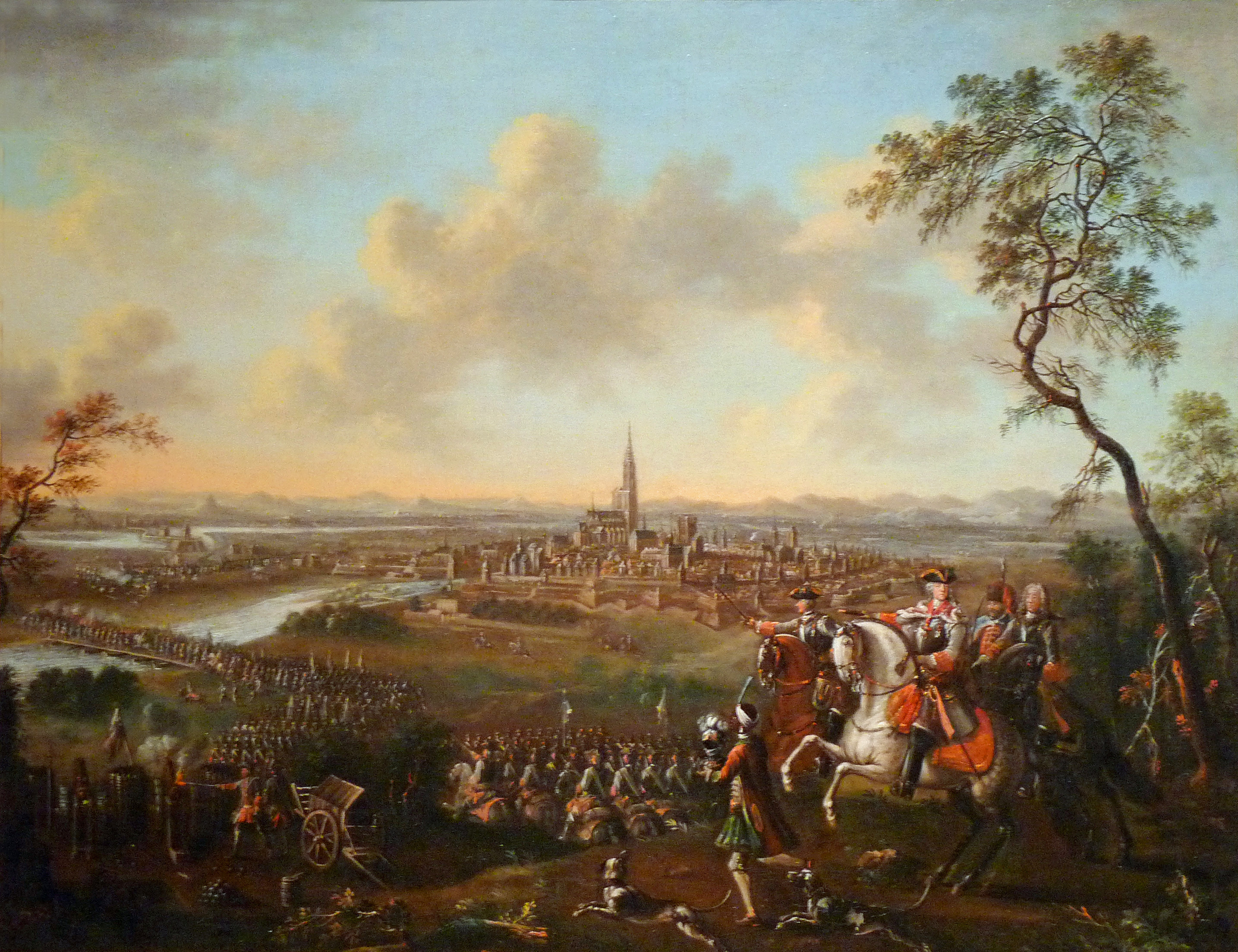
Der Herzog von Lothringen bei Straßburg (1744)

Johann Tobias Sonntag (* 18. September 1716 in Darmstadt (Taufdatum); † im Februar 1774 in Darmstadt) war ein hessischer Maler des 18. Jahrhunderts.
Sonntag erhielt seine Ausbildung in der Werkstatt seines Vaters Zacharias Sonntag in Darmstadt. Er betätigte sich wie sein Vater zunächst als Jagdmaler für den Darmstädter Hof. Nachdem Georg Adam Eger zum Jagdmaler Landgraf Ludwigs VIII. ernannt wurde, wandte sich Sonntag monumentalen Landschaftsdarstellungen und Stadtansichten mit Staffagefiguren zu. Im Jahr 1746 entstand sein stadthistorisch besonders interessanter Prospekt von Darmstadt; dieser befindet sich im Darmstädter Schlossmuseum.